# تخطيط كهربية الدماغ التجسيمي
تخطيط كهربيَّة الدِّماغ التَّجسيمي أو تخطيط كهربيَّة الدِّماغ الفراغي (اختصارًا SEEG) هو عملية تسجيل إشارات تخطيط كهربية الدماغ عبر أقطابٍ كهربيَّة عميقة (أقطاب تُزرع جراحيًا في أنسجة الدماغ). قد يستخدم مع مرضى الصرع الذين لا يستجيبون للعلاج الطبي، والمرشحين المحتملين لإجراء جراحة دماغية للسيطرة على النوبات الصرعيَّة.
طُرِحَت هذه التقنية في تشخيص مرضى الصرع من قِبَل فريق مستشفى سانت آن في باريس بفرنسا خلال النصف الثاني من القرن العشرين. تُوضَع أقطابٌ كهربيَّة داخل مناطق الدماغ المطلوبة لتسجيل النشاط الكهربي أثناء نوبات الصرع، مما يُسهم في تحديد حدود «المنطقة المُولِّدة للصرع» بدقة، أي تحديد المنطقة الدماغية المُولِّدة للنوبات والتي يجب استئصالها جراحيًا في نهاية المطاف للتخلص من نوبات الصرع. تشمل المخاطر المحتملة لهذا الإجراء، والتي تُمثل أقل من 1% من الحالات، نزيف الدماغ والعدوى، مما قد يؤدي إلى ضعفٍ عصبيٍ دائم أو الوفاة. لهذا السبب، يُخصَّص تخطيط كهربية الدماغ التجسيمي لحالاتٍ مُختارة ومعقدة بشكل خاص.